# Zu neuen Ufern
Zu neuen Ufern ist ein deutscher Spielfilm von Detlef Sierck (später Douglas Sirk) aus dem Jahr 1937. Er basiert auf dem gleichnamigen Roman von Lovis H. Lorenz.
Nach einigen schwedischen Produktionen und dem österreichischen Film Premiere gelang Zarah Leander mit ihrem ersten deutschen Spielfilm Zu neuen Ufern der endgültige Durchbruch beim Publikum. Nicht unwesentlich für ihren Erfolg waren die Schlager des Films: Yes Sir, Ich steh’ im Regen und Tiefe Sehnsucht, Lieder, die Zarah Leander bis ans Ende ihrer Karriere auf ihren Konzerten vorgetragen hat.

## Handlung
Der Revue-Star Gloria Vane ist mit dem eingebildeten Adeligen Albert Finsbury liiert, der zum Dienst in der königlichen Kavallerie nach Australien abkommandiert wird. Aus Liebe und um Finsburys vielversprechende Offizierskarriere nicht zu gefährden, deckt sie einen Wechselbetrug, den dieser vor seiner Abreise an seinem Freund vorgenommen hat. Sie nimmt vor Gericht alle Schuld auf sich und wird zur Strafe für sieben Jahre in die Strafkolonie Paramatta in Australien deportiert. Finsbury, der in Australien am selben Ort Dienst tut, erfährt durch einen Brief Glorias, die zunehmend ihren Lebensmut verliert, von ihrer Anwesenheit, kennt aber den eigentlichen Grund nicht. Um seine Karriere nicht zu gefährden, zögert er, auf ihren brieflichen Hilferuf zu reagieren. Finsbury erwidert stattdessen bereits die Annäherungsversuche der Tochter des Gouverneurs und hat eine weitere Geliebte.
Inzwischen verliebt sich der in der Nähe ansässige Farmer Henry Hoyer in die Gefängnisinsassin Gloria und bietet ihr die Ehe an. Per Gesetz würde sie bei einer Heirat aus dem Straflager freikommen. Sie willigt halbherzig ein, flieht aber noch vor der Hochzeit. Sie will zu Finsbury, der bei einem Empfang ist, und wird nicht vorgelassen. Von draußen hört sie jedoch, dass seine Verlobung bekannt gegeben wird.
Am Vorabend von Finsburys Hochzeit mit der Gouverneurstochter kommt es endlich zur erneuten Begegnung von Albert Finsbury mit Gloria Vane in einem Nachtclub, in dem Gloria singt. Gloria erklärt Finsbury, ihn nicht mehr zu lieben. Voller Schmerz lehnt sie seine Offerte ab, ab jetzt für immer zusammenzubleiben. Nachdem er von ihr erfahren hat, dass sie wegen des von ihm begangenen Scheckbetrugs verurteilt wurde und dass sie ihn nicht mehr liebt, begeht Finsbury Selbstmord.
Gloria geht unterdessen zurück zur Gefängnisstation. Der Farmer Hoyer, der gehört hat, dass Finsbury heiratet, versucht nochmals sein Glück und trifft sie dort an. Gloria entschließt sich, dem erneuten Antrag des Farmers Hoyer stattzugeben, und sie heiraten gleich darauf.

## Hintergrund
Die Dreharbeiten fanden sowohl in den Ufa-Ateliers Neubabelsberg, dem heutigen Studio Babelsberg in Potsdam, als auch auf dem dortigen Freigelände statt. Gedreht wurde von Mitte März bis Mitte Mai 1937.
Die Uraufführung des Films fand am 31. August 1937 im Ufa-Palast am Zoo in Berlin statt.
Mit Zarah Leander als neuer Attraktion aus Schweden konnte die Ufa endlich einen neuen, viel versprechenden Star in der Nachfolge von Marlene Dietrich aufbauen. Der Film erhielt das Prädikat „künstlerisch wertvoll“ der Filmprüfstelle.

## Kritiken
„Starfilm aus der Blütezeit Zarah Leanders, die hier als populäre Londoner Varietesängerin um 1840 wegen einer Scheckfälschung, die nicht sie, sondern ihr Geliebter beging, nach Australien deportiert wird. Routiniert inszeniert von Detlef Sierck, der es später unter dem Namen Douglas Sirk zum Meister des Hollywood-Melodrams brachte.“

„Durch stilistische Geschlossenheit besticht dieses Melodram, das Zarah Leander Gelegenheit gab, ihre sinnliche Ausstrahlung ins Rollenbild der heroisch Liebenden zu integrieren, der Gefühle über alles gehen.“

„Beklemmend die Frauengefängnisse in Australien, da steckt das KZ drin, fast lehrstückhaft. Siercks Aufseherin im Gefängnis war in ihrer ausdruckslosen Grausamkeit, das Gesetz stur befolgend, die Ahnin vieler echter Aufseherinnen in diesen Milieus.“